# 御台所
御台所（みだいどころ）は、大臣・将軍家など貴人の妻に対して用いられた呼称。御台盤所（みだいばんどころ）も同じ。奥方様の意。
- 「御台」・「御台盤」とは身分の高い人の食事を載せる台盤を指す。
- 「台盤所」とは宮中や貴族の邸宅の配膳室（また調理する場所）を指す。台所はその略。

## 台盤
御台盤所の「台盤」とは、長方形の縁がついた盤に四脚を添えて台状にした一人用の食卓で、今日でいう膳のことである。かつてこうした台盤が日常的に使われていたのは上流貴族の邸宅や宮中に限られていた。
「台盤所」とは文字通りとはその台盤を置いておく所のことで、調理や配膳を行う一室のことを指した。これが今日でいう台所の語源である。後に宮中ではさらにこれが転じて、清涼殿内の女房詰所のことを台盤所と呼ぶようにもなっている。

## 概要
平安時代の中頃までは、三位以上の公卿の正室は皆「北政所」と呼ばれていた。しかし時代が下るとこれが格式化して、「北政所」は宣旨をもって贈られる称号となり、しかもその対象は摂政または関白の正室のみに限られるようになった。
すると三位以上の公卿でも大臣や大将の正室には、必然的に別の呼び名が使われるようになる。これが御台盤所、またこれを略した台盤所（だいばん どころ）や御台（みだい）で、院政時代以降の文献にこれが散見する。
例えば、藤原師実の正室・源麗子は、師実が大臣だった頃（内大臣→左近衛大将→右大臣→左大臣）には「大盤所」（御台盤所）と呼ばれていたが、承保2年（1075年） 師実に関白宣下があって以降は「北の政所」（北政所）と呼ばれており、御台盤所と北政所の用法に明確な違いが見て取れる。
鎌倉時代に成立した『平家物語』の巻一には入道相国平清盛の子らについて語られる章があるが、ここでも娘たちを紹介するくだりでは、その呼び名に明確な差異を見ることが出来る。
とある。この「花山院の左大臣殿の御台盤所」とは、左大臣藤原兼雅の正室となった次女のことを指す。次の「后」というのは高倉天皇の中宮となり安徳天皇を生んで国母となった三女の徳子、「六条の摂政殿の北政所」というのは摂政関白藤原基実の正室となった四女の盛子、「普賢寺殿の北政所」というのは摂政関白近衛基通の正室となった六女の完子のことである。また「冷泉大納言隆房卿の北方」というのは権大納言藤原隆房の正室となった五女のことだが、隆房は後白河院の寵臣としては名を馳せたものの、大臣でも大将でも摂政でも関白でもなかったので、その正室も「北方」という表現になっている。そして「七条修理大夫信隆卿に相具し給へり」というのは修理大夫藤原信隆の妻となった長女のことで、信隆には正室が別にいたためこの長女は北方ではなく、したがって「相具す｣（嫁ぐ）という表現が使われている。

## 将軍正室
鎌倉幕府の初代将軍・源頼朝の妻である北条政子が「御台所」と称され、以降歴代の将軍正室の呼称となる。後の室町幕府・江戸幕府の将軍夫人も御台所と称された。